# Budapesti Fringe Fesztivál

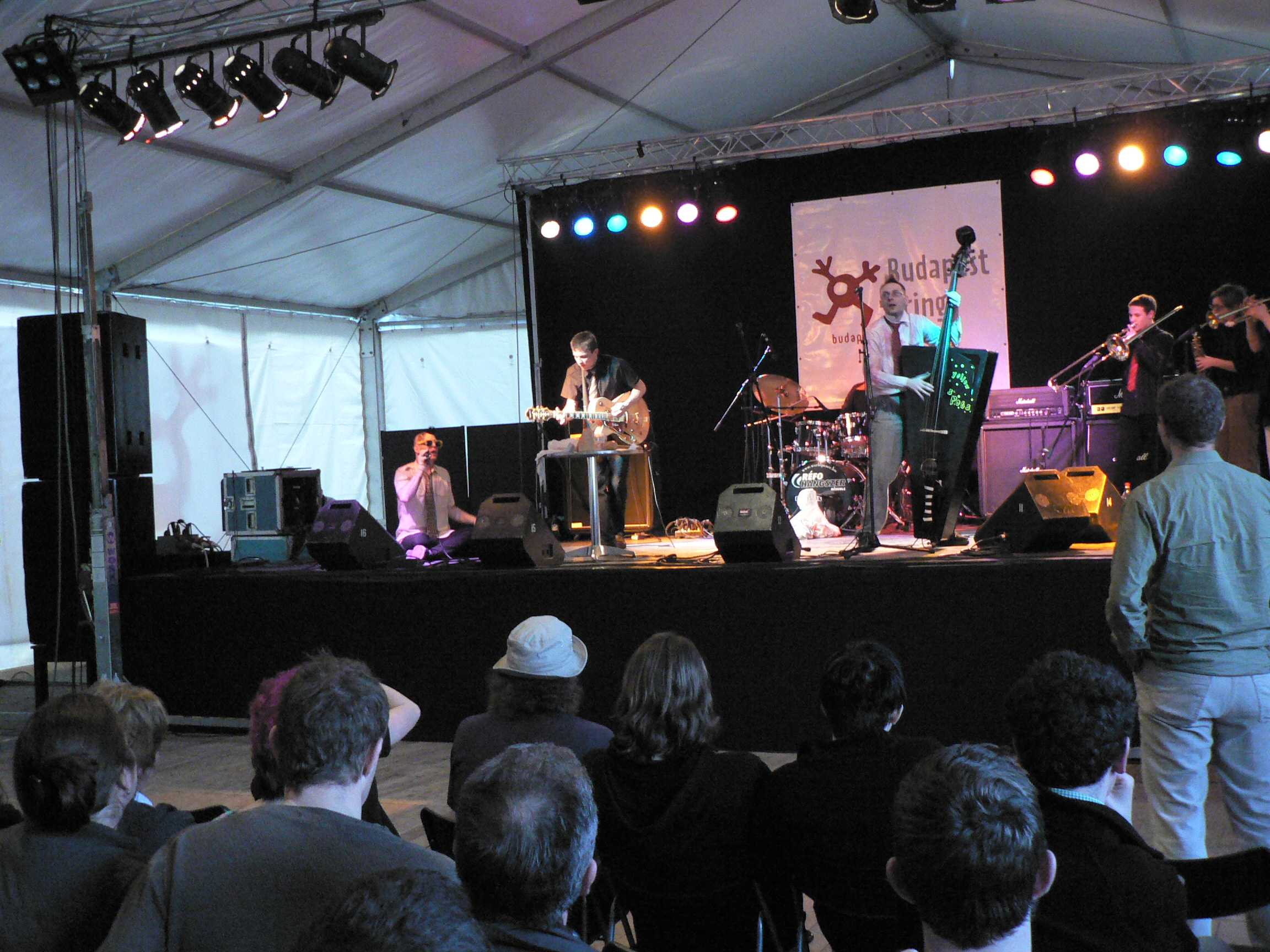
A fesztivál 2006-ban

A Budapest Fringe Fesztivál egy évente megrendezett esemény volt minden tavasszal Budapesten. A fesztivál az Edinburgh Festival Fringe példájaként jött létre. A Budapest Fringe Fesztivált először 2006-ban rendezték meg a fővárosban. A fesztivál több mint 500 művészt mutatott be mintegy 50 show-ban több területen úgy mint az alternatív színház, tánc, zene és komédia.

## Történet
A Budapesti Fringe Fesztivált első alkalommal 2006. március 31. és április 2. között tartották hét különféle helyen a magyar főváros központjában.

## Évek szerint
| Év   | Név                       | Város    | Figyelemre méltó előadások |
| ---- | ------------------------- | -------- | --- |
| 2006 | Budapest Fringe Fesztivál | Budapest | - Andro Drom (zene) - Canarro (zene) - Porfundo (zene) - Tanze Stúdió (tánc) |
| 2007 | Budapest Fringe Fesztivál | Budapest | - Dawnstar (zene) - Harcsa Veronika (zene) |
| 2008 | Budapest Fringe Fesztivál | Budapest | - 4 táncra (tánc) - Beat Dis (zene) - Manökken Proletárz (zene) - Metrosection (zene) - Myzrab (zene) - Nulladik Változat (zene)                                                                               |
| 2009 | Budapest Fringe Fesztivál | Budapest | korábbi előadások gyűjteménye |
| 2011 | Budapest Fringe Fesztivál | Budapest | - Művészeti stúdió (színház) - Dawnstar (zene) - Fakutya (népzene) - Lángvirágok (előadás) - Indygo (zene) - Liszt Ferenc Zeneakadémia (zene) - Manökken Proletárz (zene) - Tánc együttes (tánc) - Szűz (zene) |

## Fordítás
- Ez a szócikk részben vagy egészben  a   Budapest Fringe Festival című angol Wikipédia-szócikk ezen változatának fordításán alapul.  Az eredeti cikk szerkesztőit annak laptörténete sorolja fel. Ez a jelzés csupán a megfogalmazás eredetét és a szerzői jogokat jelzi, nem szolgál a cikkben szereplő információk forrásmegjelöléseként.